# Las Yerbitas Aserradero
Las Yerbitas Aserradero är en ort i Mexiko.   Den ligger i kommunen Guadalupe y Calvo och delstaten Chihuahua, i den nordvästra delen av landet, 1 100 km nordväst om huvudstaden Mexico City. Las Yerbitas Aserradero ligger 2 669 meter över havet och antalet invånare är 1 200.
Terrängen runt Las Yerbitas Aserradero är lite kuperad. Runt Las Yerbitas Aserradero är det mycket glesbefolkat, med 6 invånare per kvadratkilometer. Närmaste större samhälle är Guadalupe y Calvo, 18,3 km väster om Las Yerbitas Aserradero. I omgivningarna runt Las Yerbitas Aserradero växer huvudsakligen savannskog.